# ダニエル・サギオーモ
ダニエル・アレッサンドロ・サギオーモ・モスケラ（Daniel Alessandro Saggiomo Mosquera  ,  1998年7月2日 - ）は、ベネズエラ・ミランダ州カラカス出身のプロサッカー選手。スーペルリーガ・アルヘンティーナ・AAアルヘンティノス・ジュニアーズ所属。ポジションはMF。

## 来歴
2014年に16歳で地元のカラカスFCのトップチームに昇格し、11月20日の国内リーグのサモラFC戦でプロデビュー。翌2015年10月4日のエストゥディアンテス・デ・メリダ戦で、プロ初ゴールを記録。その後も出場機会が増え、2018年シーズンはリーグ戦31試合に出場。2019年シーズンは自己最高の6ゴールを決め、リーグ優勝を経験した。

## 代表経歴
2015年にU-17のベネズエラ代表として、南米U-17選手権に出場。2017年にはU-20代表として南米ユース選手権に出場。2020年には2020年東京オリンピック出場を懸けたCONMEBOLプレオリンピック大会に、U-23代表として出場した。